# Głodowo (powiat wąbrzeski)
Głodowo – osada w Polsce położona w województwie kujawsko-pomorskim, w powiecie wąbrzeskim, w gminie Dębowa Łąka.
W latach 1975–1998 miejscowość administracyjnie należała do województwa toruńskiego.